# Dalton Baldwin
Dalton Baldwin   (Summit, 19 de desembre de 1931 - Kunming, 12 de desembre de 2019) fou és un pianista estatunidenc especialitzat en l'acompanyament de cantants lírics.
Dalton Baldwin va estudiar música al conservatori d'Oberlin (Ohio), abans d'anar a prendre classes de Madeleine Lipatti i Nadia Boulanger. Es va especialitzar ràpidament en l'acompanyament vocal. Durant la seva carrera, va fer més de cent enregistraments i va guanyar nombrosos premis amb Elly Ameling i Gérard Souzay; la seva col·laboració abasta més de 30 anys.
Dalton Baldwin va acompanyar moltes grans veus de la segona meitat del segle xx, incloses Elly Ameling, Jessye Norman, José van Dam, Frederica von Stade, Teresa Berganza], Nicolaï Gedda, Jennie Tourel, Arleen Augér, Michèle Command, Michel Sénéchal, Gabriel Bacquier, Mady Mesplé, a més del violoncel·lista Pierre Fournier i el violinista Henryk Szeryng. Però la seva carrera va estar dominada per la seva associació amb el baríton francès Gérard Souzay, a qui acompanyava regularment en melodia francesa, en lied alemany i en melodia contemporània, treballant amb compositors com Frank Martin, Alberto Ginastera, Ned Rorem…
Dalton Baldwin va continuar la seva carrera com a intèrpret tot reduint el nombre d'aparicions de concerts i dedicant-se més a la direcció artística i a l'ensenyament. Des de 1984 fou professor del "Westminster Choir College, Rider University de Princeton, Nova Jersey", i impartia classes als Estats Units, Europa i Àsia i Japó.
També va ser membre de nombrosos jurats internacionals de competició.

## Discografia (selecció)
- Claude Debussy, melodies de Debussy: Gérard Souzay, baríton, Elly Ameling, Mady Mesplé, Michèle Command, sopranos, Frederica von Stade; Dalton Baldwin, piano (1971 a 1979, 3CD EMI Classics) (OCLC 25479297)
- Gabriel Fauré, integrals de Mélodies de Fauré - Gérard Souzay, baríton; Soprano Elly Ameling; Dalton Baldwin, piano (1970 a 1974, 4CD EMI Classics / Brilliant Classics) (OCLC 25503623)
- Francis Poulenc, integrals de les melodies de Poulenc: Gérard Souzay, baríton, soprano Elly Ameling; Nicolaï Gedda, William Parker, Michel Sénéchal; Dalton Baldwin, piano (1974 i 1977, 4CD EMI Classics) (OCLC 25479680)
- Maurice Ravel, melodies - Felicity Lott; Mady Mesplé; Jessye Norman, sopranos; Teresa Berganza, mezzosoprano; Gabriel Bacquier, José van Dam, barítons; Dalton Baldwin, piano (1984, EMI Classics) (OCLC 20359286)

## Honors
- "MY Order of Cultural Merit Chevalier" BAR.svg Cavaller de l'Orde del Merit Cultural de Mònaco. Va ser nomenat oficial el 18 de novembre de 2013.[2]